# TOKYO SOUNDS GOOD
『TOKYO SOUNDS GOOD』（トウキョウ サウンズ グッド）は、TOKYO FMで毎週金曜 15:00 - 16:55に生放送で放送されていたラジオ番組。

## 番組概要
これまでの『よんぱち 48hours 〜WEEKEND MEISTER〜』の14時台から16時台と『GENERATIONSのGENETALK』の放送枠を統合して、新しい金曜日午後のワイド番組として再出発。東京・銀座のTOKYO FM Ginza Sony Park Studioから生放送。

## 番組沿革
- 2018年8月10日 - 放送開始
- 2019年10月4日 - 14時台が直前に放送されている『TOKYO SPORTS GOOD』の放送時間拡大のため、この日から放送時間縮小。
- 2020年2月28日 - 新型コロナウイルスの感染防止のため、この日の放送から公開放送を止め、半蔵門のTOKYO FM本社にあるアースギャラリーから非公開で放送。
- 2020年3月27日 - この日をもって放送終了。

## パーソナリティー
- KEN THE 390
- 砂糖シヲリ (チーム未完成)

## タイムテーブル
- 15:30 TOKYO FM トラフィックレポート
- 15:55 TOKYO FM NEWS
- 16:20 TOKYO FM トラフィックレポート
- 16:30 TOKYO LOCAL GOOD with トヨタモビリティ東京